# Архиепархия Чиуауа
Архиепархия Чиуауа (лат. Archidioecesis Chihuahuensis) — архиепархия Римско-католической церкви с центром в городе Чиуауа, Мексика. В митрополию Чиуауа входят епархии Сьюдад-Хуареса, Куаутемок-Мадеры, Нуэва-Касас-Грандеса, Парраля, Тараумары. Кафедральным собором архиепархии Чиуауа является церковь Святого Креста, Пресвятой Девы Марии и Святого Франциска Ассизского. 

## История
23 июня 1891 года Римский папа Лев XIII издал буллу Illud in primis, которой учредил епархию Чиуауа, выделив её из архиепархии Дуранго. В этот же день епархия Чиуауа вошла в митрополию Дуранго.
6 мая 1950 года и 10 апреля 1957 года епархия Чиуауа передала часть своей территории для возведения миссии Sui iuris Тараумары (сегодня - Епархия Тараумары) и епархии Сьюдад-Хуареса. 
22 ноября 1958 года Римский папа Иоанн XXIII издал буллу Supremi muneris, которой возвёл епархию Чиуауа в ранг архиепархии. 
25 апреля 1966 года и 11 мая 1992 года архиепархия Чиуауа передала часть своей территории для возведения новых территориальной прелатуры Мадеры и епархии Парраля. 

## Ординарии архиепархии
- епископ José de Jesús Ortíz y Rodríguez (1893 – 1901);
- епископ Nicolás Pérez Gavilán y Echeverría  (1902 – 1919);
- епископ Antonio Guízar y Valencia (1920 – 1958);
- архиепископ Antonio Guízar y Valencia (1958 – 1969);
- архиепископ Adalberto Almeida y Merino (1969 – 1991);
- архиепископ José Fernández Arteaga (1991 – 2009);
- архиепископ Constancio Miranda Weckmann (2009 – по настоящее время).

## Источник
- Annuario Pontificio, Libreria Editrice Vaticana, Città del Vaticano, 2003, ISBN 88-209-7422-3
- Булла Illud in primis/Sanctissimi Domini nostri Leonis papae XIII allocutiones, epistolae, constitutiones aliaque acta praecipua, Vol. IV (1890-1891), Bruges 1894, стр. 232-244  (лат.)
- Булла Supremi muneris Архивная копия от 3 марта 2013 на Wayback Machine  (лат.)
- Булла Cum venerabilis Архивная копия от 3 марта 2013 на Wayback Machine, AAS 51 (1959), стр. 454  (лат.)